# 15385 Dallolmo
15385 Dallolmo eller 1997 SP4 är en asteroid i huvudbältet som upptäcktes den 25 september 1997 av San Vittore-observatoriet i Bologna. Den är uppkallad efter amatörastronomen Umberto Dall'Olmo.
Asteroiden har en diameter på ungefär 5 kilometer och den tillhör asteroidgruppen Eos.